# Lamancine
Lamancine é uma comuna francesa na região administrativa de Grande Leste, no departamento de Haute-Marne. Estende-se por uma área de 4,48 km². Em 2010 a comuna tinha 126 habitantes (densidade: 28,1 hab./km²).